# Nongqawuse

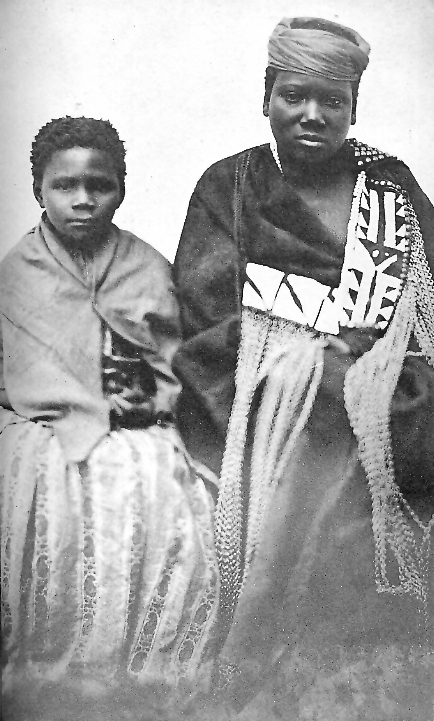
Nongqawuse (derecha) con su compañera profetisa, Nonkosi.

Nongqawuse (IPA: [noŋ̈͡ǃawuːse]; c. década de 1840 – 1898) fue una profetisa Xhosa cuyas profecías llevaron a un movimiento milenarista que culminó en la matanza de ganado xhosa de 1856 a 1857, en lo que ahora es la provincia Oriental del Cabo en la República de Sudáfrica.

## Experiencia espiritual
Nongqawuse nació hacia 1841 y quedó huérfana de niña, siendo criada por su tío Mhlakaza, que era hijo de un consejero del jefe Sarhili. Los xhosa estaban experimentando un aumento de hostilidades con las autoridades coloniales de El Cabo desde 1779. Mhlakaza abandonó Xhosalandia tras la muerte de su madre y durante un tiempo residió en El Cabo, donde se familiarizó con el cristianismo. Regresó a su tierra en 1853. En abril o mayo de 1856, la adolescente Nongqawuse y su amiga Nombanda fueron a buscar agua de un lago cerca de la desembocadura del río Gxarha. Cuando volvieron, Nongqawuse contó a su tío y guardián Mhlakaza, un espiritista xhosa, que había conocido a los espíritus de dos de sus ancestros.
Afirmó que los espíritus le contaron que los Xhosa debían destruir sus cultivos y matar a su ganado, su fuente de riqueza y alimento. A cambio, los espíritus echarían a los colonos ingleses al mar. Los Xhosa serían después capaces de llenar de nuevo los graneros y los corrales con ganado más bello y saludable. Durante este tiempo, muchos rebaños Xhosa estaban plagados con "enfermedades pulmonares", posiblemente introducidas por el ganado europeo. Mhlakaza en principio no la creyó, pero cuando ella le describió a uno de los hombres, su tío, él mismo un adivino, lo reconoció como su hermano muerto y se convenció de que no mentía.

## Obedeciendo la profecía
Mhlakaza repitió la profecía al Jefe Supremo Sarhili. Sarhili ordenó a sus seguidores seguir la profecía, causando que el movimiento de matanza de ganado se expandiera a un punto imparable. El frenesí no solo afectó a los Gcaleka, el clan de Sarhili, sino a toda la nación Xhosa. Los historiadores estiman que los Gcaleka mataron entre 300.000 y 400.000 cabezas de ganado. Una minoría, denominados amagogotya (tacaños) se negaron a destruir sus cultivos y matar su ganado y Nongqawuse utilizó esa negativa para atribuir el fracaso de las profecías durante un periodo de quince meses (abril de 1856 a junio de 1857).
A raíz de la crisis, la población de la Cafrería británica se redujo de 105.000 a menos de 27.000 personas debido a la hambruna resultante. El jefe Sarhili entregó a Nongqawuse al comandante Gawler y ella se quedó en su casa un tiempo. La esposa de Gawler la vistió un día para que un fotógrafo le sacara un retrato junto a la también supuesta profetisa Mpongo Nonkosi. Su única imagen conocida. Después, ella vivió en una granja en el distrito de Alejandría, al este de El Cabo. Murió en 1898.
Aun hoy, el valle donde Nongqawuse dijo haberse encontrado con los espíritus, se conoce como Intlambo kaNongqawuse (en xhosa, Valle de Nongqawuse).